# Thermopause

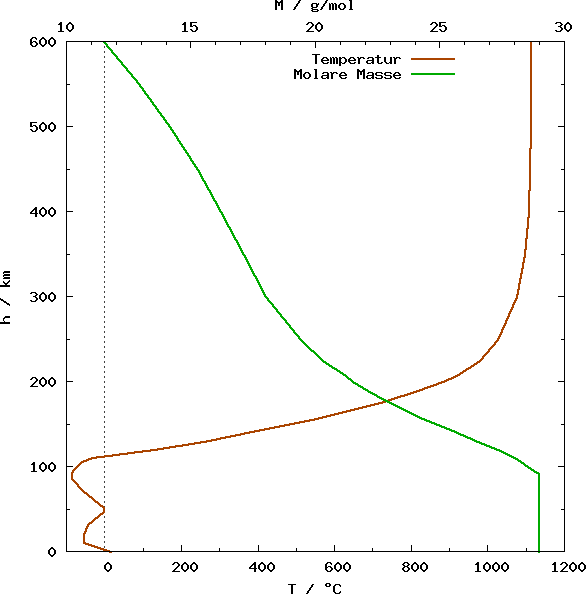
Durchschnittliche Temperatur und molare Masse der Luft in Abhängigkeit von der Höhe

Die Thermopause (von griechisch θερμός, thermós „warm, heiß“ und pauein „beenden“) ist die atmosphärische Grenzschicht zwischen der Thermosphäre und der Exosphäre. Die Lage der Thermopause ist nicht exakt anzugeben, aber sie ist in etwa 600 – 800 km Höhe vorzufinden.